# Wasilla
Wasilla é uma cidade localizada no estado americano de Alasca, no Distrito de Matanuska-Susitna. A cidade foi fundada em 1917, e incorporada em 1974.

## Demografia
Segundo o censo americano de 2000, a sua população era de 5469 habitantes.
Em 2006, foi estimada uma população de 9236, um aumento de 3767 (68.9%).

## Geografia
De acordo com o United States Census Bureau, a localidade tem uma área de 32,1 km², dos quais 30,3 km² cobertos por terra e 1,8 km² cobertos por água.

## Localidades na vizinhança
O diagrama seguinte representa as localidades num raio de 16 km ao redor de Wasilla.